# Бехтерев, Пётр Владимирович
Пётр Влади́мирович Бе́хтерев (21 июня 1888, Казань — 23 февраля 1938, Ленинград) — русский советский инженер, изобретатель, главный конструктор конструкторского отдела Остехбюро.

## Биография
Родился в 1888 году в семье выдающегося русского учёного-физиолога Владимира Михайловича Бехтерева в Казани.
Окончил Петербургский политехнический институт. Работал на заводах Нобеля и Лесснера, в Управлении строительства шоссейных дорог Министерства путей сообщения, затем на строительстве железной дороги Петроград — Рыбинск.

## Остехбюро
С 1921 года работал в Остехбюро, участвовал в разработке военной техники: систем транспортирования техники средствами авиации. В 1927 году получил два патента на парашюты, отличительной особенностью которых были резиновые упругие тросы для смягчения удара о воздух после раскрытия купола парашюта.

## Репрессии и гибель
Вместе со многими другими сотрудниками Остехбюро 22 сентября 1937 года П. В. Бехтерев был арестован и 23 февраля 1938 года признан виновным по статьям 58-6, 58−7, 58−9, 58−11 УК РСФСР и по приговору выездной сессии Военной коллегии Верховного суда СССР в тот же день расстрелян. Предположительно захоронен на Левашовской пустоши. В 1956 году был реабилитирован.
Его жена, врач Зинаида Васильевна Бехтерева также была репрессирована — осуждена на 8 лет ИТЛ и отбывала срок в Мордовском лагере ГУЛАГа.

## Семья
Дети — две дочери и сын. Дочь Наталья Петровна Бехтерева (1924—2008) — выдающийся российский нейрофизиолог. Семья узнала о расстреле П. В. Бехтерева только после смерти Сталина, а с его делом Н. П. Бехтерева получила возможность ознакомиться только в 1989 году.

## Адреса в Санкт-Петербурге
- 1924—1937 — Греческий проспект, 12, кв. 33[4].